# 上普恩特

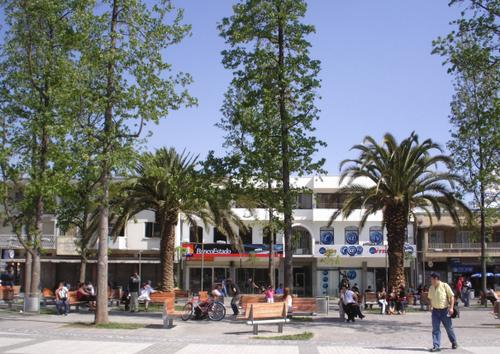

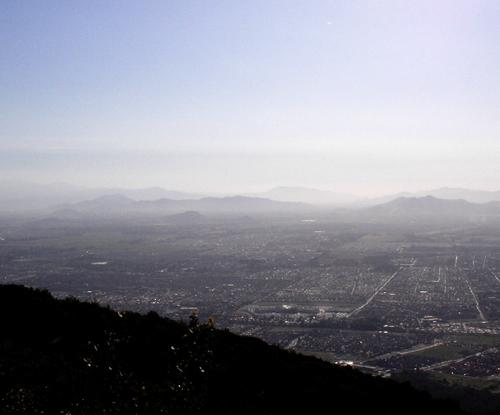

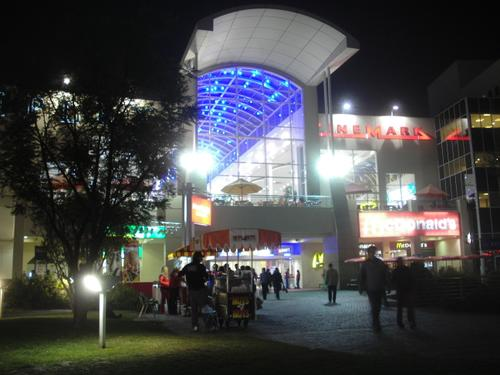

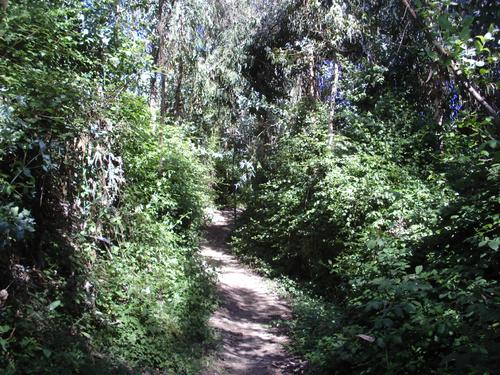

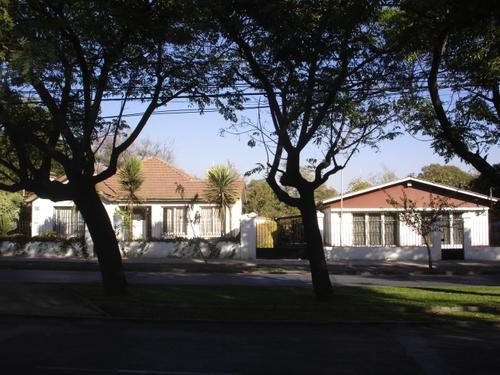

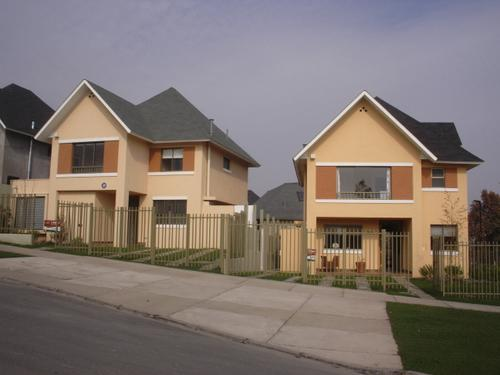

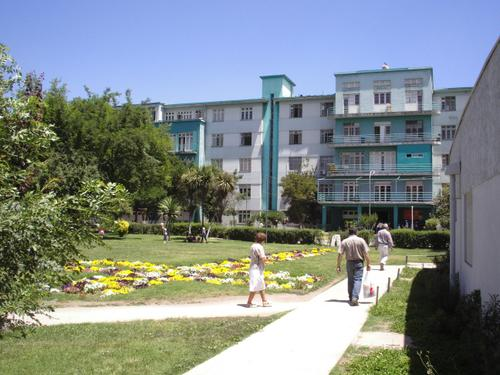

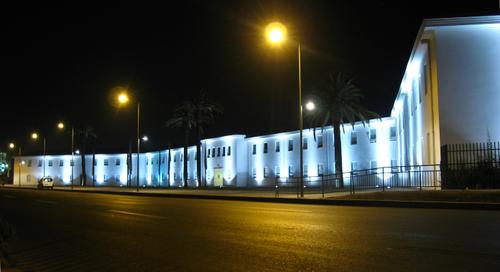

上普恩特（西班牙語：Puente Alto）是智利的一个市镇，位於該國中部，由聖地亞哥首都大區負責管轄，也是科迪勒拉省的首府，始建於1898年，面積88平方公里，海拔高度673米，2002年人口492,915，人口密度每平方公里5601.3人。

## 外部連結
- （西班牙文） Municipality of Puente Alto（页面存档备份，存于）